# Río Hanabanilla
Río Hanabanilla är ett vattendrag i Kuba.   Det ligger i provinsen Provincia de Cienfuegos, i den centrala delen av landet, 250 km öster om huvudstaden Havanna. Río Hanabanilla ligger vid sjön Embalse Aviles.